# Pseuderipternus brevicauda
Pseuderipternus brevicauda är en stekelart som beskrevs av Joseph Augustine Cushman 1917. Pseuderipternus brevicauda ingår i släktet Pseuderipternus och familjen brokparasitsteklar. Inga underarter finns listade i Catalogue of Life.